# Gueto (película)
Gueto es una película documental dirigida en 2009 por Yael Hersonski, en torno a la realización de Das Ghetto, una película inconclusa de propaganda nacionalsocialista sobre el gueto de Varsovia rodada en 1942, dos meses antes de la deportación en masa de los habitantes del gueto al campo de Treblinka. El documental incluye entrevistas con antiguos residentes en el gueto, así como la recreación de testimonios de Willy Wist, uno de los camarógrafos de Das Ghetto. Gueto se estrenó en la XXVIª edición del festival de cine de Sundance y obtuvo allí el «Premio de Edición de Documentales de Cine del Mundo». El estreno comercial de la película se hizo entre julio del mismo año y octubre del siguiente (en España).